# Henri Lacheroy
Henri Lacheroy, né le 11 janvier 1884 à Annecy et mort le 4 novembre 1960 en son domicile dans le 15e arrondissement de Paris, est un photographe français.

## Biographie
Après la Première Guerre mondiale, Henry Lacheroy travailla comme photographe industriel pour Michelin et il continua principalement dans ce secteur, réalisant d'autres reportages pour EDF.
Lacheroy fut meilleur ouvrier de France pour la photographie en 1929 et cofondateur du Groupe des XV.
Henri Lacheroy fit partie du mouvement de la photographie humaniste.

## Collections
- Bibliothèque nationale de France

## Publications, bibliographie
- 1945-1968 La photographie humaniste. Bibliothèque nationale de France sous la direction de Laure Beaumont-Maillet, Françoise Denoyelle et Dominique Versavel.